# Straduny
Straduny [straˈdunɨ] (deutsch Stradaunen) ist ein zur  Gmina Ełk (Landgemeinde Lyck) gehöriges Dorf mit 990 Einwohnern in der polnischen Woiwodschaft Ermland-Masuren.

## Geographische Lage
Straduny liegt 7 km nördlich der Kreisstadt Ełk (Lyck) in Richtung Gołdap (Goldap) an einer Biegung des Flüsschens Lyck (polnisch Ełk) im Osten Masurens.
Straduny liegt inmitten dreier Schutzgebiete in Natur- und Landschaftsschutz. Nach dem Fall des Eisernen Vorhangs wirbt man seit den 1990er Jahren auch um deutsche Touristen.

## Ortsname
Der Name Stradaunen leitet sich vom lateinischen strada una (= eine Straße) her. Stradaunen war also ein Straßendorf, das auf dem Weg lag, welchen der Deutsche Orden nach Litauen benutzte. Auch in der Namenswandlung nach 1945 erhielt sich der Kern der Bedeutung.

## Geschichte
Im Jahre 1475 wurde Stadaunen – ein Dorf mit Kirche, Domäne und Gut – durch die Handfeste von Bernhard von Balzhofen, dem Komtur von Brandenburg (russisch Uschakowo), gegründet. Um 1508 wurde erstmals ein Amt mit einem Wirtschaftshof, später Domäne, erwähnt, aus dem um 1528 die Verwaltungsstelle eines herzöglichen Hauptamtes hervorging. Zuständig war es für das Gebiet des späteren Kreises Oletzko sowie mehrere Kirchspiele im Kreis Lyck. 1565 verlegte man das Amt nach Marggrabowa (umgangssprachlich auch: Oletzko, 1933 bis 1945 Treuburg, polnisch Olecko).
Im Jahre 1818 wurde Stradaunen als Kirchdorf mit 46 Feuerstellen bei 450 Seelen erwähnt. Am 27. Mai 1874 wurde der Ort Amtsdorf und damit namensgebend für einen Amtsbezirk, der bis 1945 bestand und zum Kreis Lyck im Regierungsbezirk Gumbinnen (ab 1905: Regierungsbezirk Allenstein) der preußischen Provinz Ostpreußen gehörte. In Stradaunen eingemeindet waren die Ortschaften Felsenhof (polnisch Skup), Johannisberg (Janisze) und Löbelsdorf (Chojniak).
Das Gut mit seinen 440 Hektar und einer Brennerei war in staatlicher Hand, bis es ab 1905 verpachtet wurde. Stradaunen verzeichnete im Jahre 1910 insgesamt 792 Einwohner, von denen 599 zur Gemeinde und 193 zum Gutsbezirk gehörten. Im Jahre 1928 wurde das Gut Stradaunen in die Landgemeinde Stradaunen eingegliedert. Die Gesamteinwohnerzahl belief sich 1933 auf 773 und betrug 1939 bereits 801.
Flucht und Vertreibung der deutschen Bevölkerung machten aus Stradaunen einen nahezu verwaisten Ort.
Nach der deutschen Niederlage im Ersten Weltkrieg wurde im Versailler Vertrag festgelegt, dass Polen Gebiete mit überwiegend polnischer Bevölkerung erhalten sollte. In anderen Gegenden sollten Volksabstimmungen stattfinden. In Stradaunen sprachen sich alle 553 stimmberechtigten Bürger für den Verbleib im Deutschen Reich aus. Der zur Erinnerung an dieses Ergebnis 1936 aufgestellte Gedenkstein wurde 1945 von polnischer Seite gesprengt.
Am 29. Oktober 1944 fand in der Kirche von Stradaunen der letzte evangelische Gottesdienst statt. Am 3. Mai 1946 wurde sie zu einer polnischen katholischen Kirche geweiht.
Während des Zweiten Weltkrieges kam es in und um Stradaunen zu keinen Kampfhandlungen. Daher blieben die Gebäude des Dorfes weitgehend unversehrt. Lediglich das Pfarrhaus, das ein Stab der Wehrmacht zuletzt genutzt hatte, wurde kurz vor dem Einmarsch der Roten Armee am 18. Januar 1945 gesprengt, weil sich dort wichtige Unterlagen befanden.
Außerdem sprengte die deutsche Wehrmacht die drei Brücken über den Lyck-Fluss. Zwei davon wurden später von deutschen Kriegsgefangenen wieder aufgebaut.
Im Jahre 1945 wurde Stradaunen mit dem gesamten südlichen Ostpreußen an Polen überstellt und führt seither die polnische Namensform „Straduny“. Es ist heute Sitz eines Schulzenamtes (polnisch sołectwo) und somit eine Ortschaft im Verbund der Gmina Ełk im Powiat Ełcki innerhalb der Woiwodschaft Ermland-Masuren.
Aus dem Gutshaus im alten Park ist heute ein Pensionsbetrieb geworden.

### Amtsbezirk Stradaunen (1874–1945)
Zum Amtsbezirk Stradaunen gehörten anfangs sieben Dörfer. Ihre Zahl blieb trotz struktureller Veränderungen bis zum Ende gleich:
| Name                         | Änderungsname 1938 bis 1945 | Polnischer Name  | Bemerkungen                                   |
| ---------------------------- | --------------------------- | ---------------- | --------------------------------------------- |
| Groß Malinowken              | Großschmieden               | Malinówka Wielka |                                               |
| Klein Malinowken             | Kleinschmieden              | Malinówka Mała   | 1928 nach Groß Malinowken eingemeindet        |
| Piasken                      | (ab 1927:) Klein Rauschen   | Piaski           |                                               |
| Schikorren (Ksp. Stradaunen) | (ab 1927:) Wellheim         | Sikory Juskie    |                                               |
| Stradaunen                   |                             | Straduny         |                                               |
| Stradaunen (Gut)             |                             |                  | 1928 in die Gemeinde Stradaunen eingegliedert |
| Zeysen                       |                             | Sajzy            |                                               |
| vor 1908 eingegliedert:      |                             |                  |                                               |
| Przytullen                   | (ab 1927:) Seefrieden       | Przytuły         | vor 1908: Amtsbezirk Soffen                   |
| Rydzewen                     | Schwarzberge                | Rydzewo          | vor 1908: Amtsbezirk Soffen                   |

Am 1. Januar 1945 bildeten den Amtsbezirk Stradaunen die Dörfer: Großschmieden, Klein Rauschen, Schwarzberge, Seefrieden, Stradaunen, Wellheim und Zeysen.

## Kirche

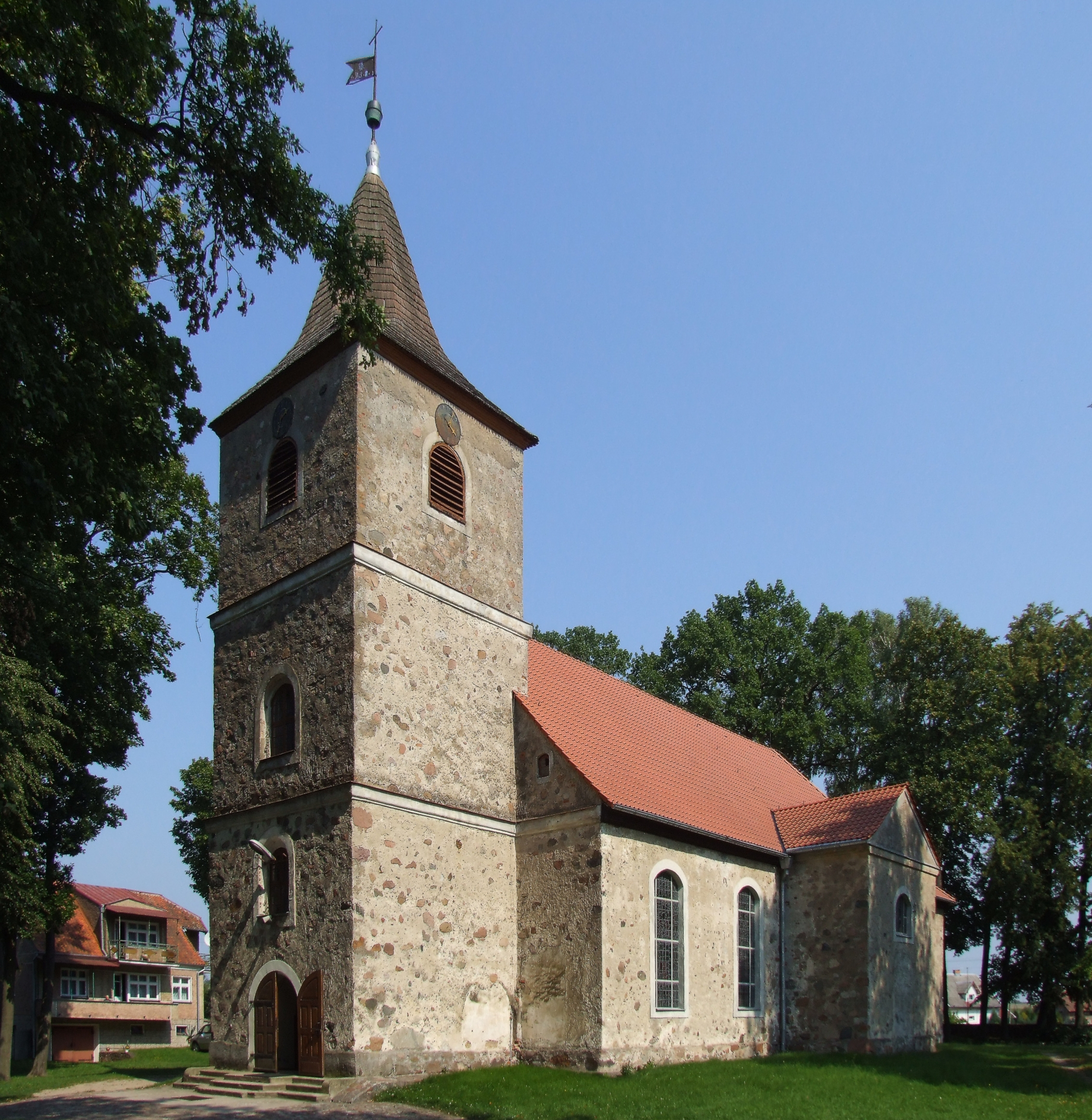
Stradunys Kirche

### Kirchengebäude
Bei der Kirche in Straduny handelt es sich um einen Feldsteinbau von 1736. Der Innenraum ist flach gedeckt und hatte ursprünglich seitliche Emporen. Der Kanzelaltar war ein Werk aus dem Jahre 1845. 1923 wurde das Gotteshaus innen vom Kirchenmaler Fey aus Berlin ausgemalt.
Bis 1945 war die Kirche evangelisches Gotteshaus. Heute ist sie römisch-katholische Pfarrkirche und wurde in der Innenausstattung der veränderten liturgischen Nutzung angepasst. Sie trägt heute den Namen Kościół Matki Bożej Królowej Polski (Kirche der Mutter Gottes, der Königin von Polen).

### Kirchengemeinde

#### Evangelisch
Bereits in vorreformatorischer Zeit war Stradaunen ein Kirchdorf. Zu Beginn des 16. Jahrhunderts hielt hier die Reformation Einzug und lutherische Geistliche nahmen ihren Dienst auf. Bis 1945 gehörte das Kirchspiel Stradaunen zum Kirchenkreis Lyck in der Kirchenprovinz Ostpreußen der Kirche der Altpreußischen Union. Im Jahre 1925 zählte es 3.050 Gemeindeglieder.
Flucht und Vertreibung der einheimischen Bevölkerung machten dem evangelischen kirchlichen Leben in Stradaunen ein Ende. Die heute hier lebenden wenigen evangelischen Kirchenglieder halten sich zur Kirchengemeinde in der Stadt Ełk, einer Filialgemeinde der Pfarrei Pisz (deutsch Johannisburg) in der Diözese Masuren der Evangelische-Augsburgischen Kirche in Polen.

#### Römisch-katholisch
Vor 1945 gab es in der Region Stradaunen nur wenige katholische Einwohner. Ihre Pfarrkirche war die St.-Adalbert-Kirche in der Stadt Lyck im Dekanat Masuren II (Sitz: Johannisburg) im Bistum Ermland. Nach 1945 siedelten sich viele polnische Neubürger, meist katholischer Konfession, an. Heute besteht hier eine katholische Pfarrgemeinde, die das zuvor evangelische Gotteshaus als ihre Pfarrkirche übernommen hat. Sie gehört zum Dekanat Ełk-Matki Bożej Fatimskiej im Bistum Ełk der Römisch-katholischen Kirche in Polen.

## Persönlichkeiten des Ortes

### Söhne und Töchter des Ortes
- Alfred Schulz (* 1918), deutscher Wirtschaftswissenschaftler
- Heinz Probandt (* 29. Juni 1919 in Stradaunen; † 2002), deutscher Politiker (FDP)

### Mit dem Ort verbunden
- Julius Rimarski (1849–1935), deutscher evangelischer Pfarrer, amtierte von 1878 bis 1886 an der Stradauner Kirche

## Verkehr

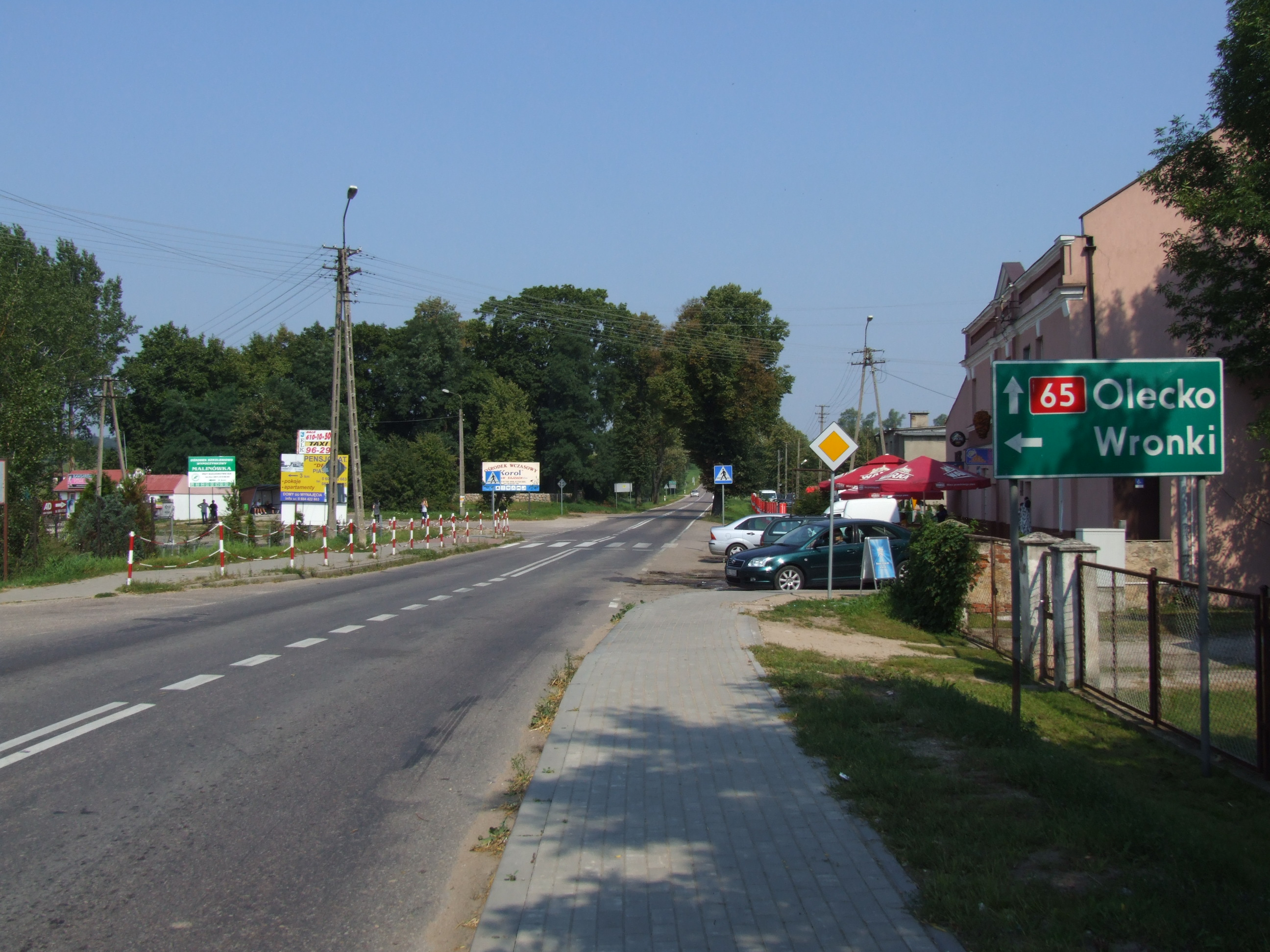
Die Landesstraße 65 in der Ortsdurchfahrt Straduny

Straduny liegt an der verkehrstechnisch bedeutenden Landesstraße 65 (einstige deutsche Reichsstraße 132), die in Nord-Süd-Richtung durch das östliche Masuren führt und die polnisch-russische Grenze mit der polnisch-belarussischen Grenze verbindet. Aus dem Gebiet der Gemeinde Świętajno (Schwentainen) im Powiat Olecki (Kreis Oletzko, 1933 bis 1945 Kreis Treuburg) führt außerdem eine Nebenstraße in den Ort. Ein direkter Anschluss an die Eisenbahn besteht nicht.